# Список війн XIII століття
|  | Службовий список статей, створений для координації робіт з розвитку теми. Це попередження не встановлюється на інформаційні списки і глосарії. |

Нижче наведений список війн, що йшли (або почалися/закінчилися) в XIII столітті.

## 1200—1209
- Битва при Далан Бальзат (1201)
- Битва на Тринадцяти полях (1201)
- Осада Варни (1201)
- Четвертий хрестовий похід (1202—1204)
- Англо-французька війна (1202—1214)
- Розорення Києва (1203)
- Болгарсько-латинські війни (1204—1261)
- Битва під Завихостом (1205)
- Війна за об'єднання Галицько-Волинського князівства (1205—1245)
- Монгольське завоювання Сі Ся (1205—1227)
- Монгольські завоювання (1206—1337)
- Лівонський хрестовий похід (1208–1227)
- Монгольське завоювання Китаю (1209—1368)
- Альбігойські війни (1209—1229)

## 1210—1219
- Облога Звенигорода (1211)
- Монгольсько-цзіньська війна (1211—1234)
- Дитячі хрестові походи (1212)
- Галицький похід Лешка Білого (1213)
- Битва при Бувіні (1214)
- Перша баронська війна (1215—1217)
- Війна за правонаступництво у Шампані (1216—1222)
- П'ятий хрестовий похід (1217—1221)
- Монгольське завоювання Середньої Азії (1218—1221)
- Облога Галича (1219)

## 1220—1229
- Похід Джебе і Субедея (1220—1224)
- Облога Галича (1221)
- Монгольські вторгнення в Індію (1221—1320)
- Битва на Калці (1223)
- Битва Звенигородом (1227)
- Облога Кам'янця (1228)
- Шостий хрестовий похід (1228—1229)
- Облога Галича (1229)
- Монгольське завоювання Волзької Булгарії (1229—1239)

## 1230—1239
- Битва при Клокотнице (1230)
- Облога Галича (1230)
- Монгольські вторгнення до Кореї (1231—1257)
- Облога Володимира-Волинського (1232)
- Битва під Шумськом (1233)
- Облога Галича (1233)
- Монгольське завоювання імперії Південна Сун (1235—1279)
- Навала Батия (1236—1241)
- Західний похід монголів (1236—1242)
- Облога Камянця (1236)
- Волинський похід Михайла Всеволодовича (1236)
- Облога Галича (1237)
- Монгольська навала на Русь (1237—1241)
- Битва на річці Сіть (1238)

## 1240—1249
- Облога Києва (1240)
- Битва при Легниці (1241)
- Битва на річці Шайо (1241)
- Битва під Кесе-дагом (1243)
- Битва під Ярославом (1245)
- Сьомий хрестовий похід (1248—1254)

## 1250—1259
- Битва при Адріанополі (1254)
- Близькосхідний похід монголів (1256—1260)
- Війна Святого Сави (1256-1270)
- Монгольські вторгнення до В'єтнаму (1257—1288)
- Битва за Багдад (1258)

## 1260—1269
- Битва при Айн-Джалуті (1260)
- Війна Джучидів та Хулагуїдів (1262)
- Шотландсько-норвезька війна (1262—1266)
- Друга баронська війна (1264—1267)
- Битва біля Беневенто (1266)
- Раковорська битва (1268)

## 1270—1279
- Восьмий хрестовий похід (1270)
- Дев'ятий хрестовий похід (1271—1272)
- Монгольські вторгнення до Японії (1274—1281)
- Монгольське завоювання М'янми (1277—1287)
- Битва при Девіне (1279)

## 1280—1289
- Війна сицилійської вечірні (1282—1302)

## 1290—1299
- Лівонський хрестовий похід (1198—1290)
- Монгольське вторгнення на Яву (1293)
- Перша війна за незалежність Шотландії (1296—1328)